# Leysin
Leysin is een gemeente en plaats in het Zwitserse kanton Vaud, en maakt deel uit van het district Aigle. Het wordt voor het eerst genoemd rond 1231–32 als Leissins, in 1352 als Leisins.
Het dorpje is bereikbaar over de weg of per spoor via de tandradspoorweg Aigle-Leysin (Grand-Hôtel) (30 min.)
De treinen vertrekken om het uur. Leysin heeft vier stations.
Leysin is behalve een wintersportplaats ook de vestigingsplaats voor vele internationale scholen zoals Leysin American School, Schiller International University American College of Switzerland, Swiss Hotel Management School, Kumon Leysin Academy of Switzerland, CP language institute en Vox Lingua Language Center. Ook de Christelijke Mutualiteiten hebben er een hotel (via Intersoc).

## Geschiedenis
In 1789	kreeg Leysin internationale bekendheid doordat de Engelse econoom, Thomas Malthus, in zijn werk "Essay uppon principles of population" zes bladzijden aan Leysin wijdde en daarin stelde dat de gemiddelde levensduur van de bevolking van Leysin (61 jaar) gevoelig hoger lag dan die van andere Europeanen. Volgens hem was dat te danken aan het gezonde klimaat en aan de geïsoleerde ligging, waardoor besmettelijke ziekten er geen toegang vonden.
Vanaf 1828 stuurden de bewoners van de vallei hun zieke kinderen naar Leysin om er te genezen van beenderkwalen en van ziekten die in de vochtige vallei moeilijk genazen. Door toenemende belangstelling werd het noodzakelijk in 1875 een goede toegangsweg aan te leggen waarna Leysin na de komst van de eerste Duitse patiënt begon uit te groeien tot een herstellingsoord.
In 1878 werd het eerste sanatorium voor tuberculose geopend. De eerste patiënten verschenen er tezamen met hun respectievelijke geneesheren. Vanaf 1886 werd het dorp langzaam maar zeker omgetoverd tot een waar kuuroord. In 1890 werd een stichting opgericht, die de bouw van diverse sanatoria tot doel had. Diverse sanatoria openden er in het laatste decennium van de 19e eeuw hun deuren, zoals het in 1892 gebouwde Grand-Hôtel met 120 bedden.

Vanaf 1903 werd Leysin bekend vanwege dat de Zwitserse dr. Auguste Rollier, huisarts en assistent van een hoogleraar in de chirurgie in een chalet zijn sanatorium op basis van heliotherapie voor tuberculose stichtte. Hij liet 37 sanatoria bouwen met in totaal 1150 bedden.
Tijdens de Eerste Wereldoorlog ontving het dorp, in samenwerking met het Rode Kruis duizenden slachtoffers van het oorlogsgeweld.
In 1930 telde Leysin 5.698 inwoners, waarvan 3.000 zieken, 300 verpleegsters en 50 dokters, verdeeld over 70 klinieken en zorgcentra. In dat jaar werd een stiltekuur opgelegd in het gehele dorp, waarbij het verboden was om lawaai te maken tussen 14h00 en 16h00. Zelfs paarden kregen doeken rond hun hoeven om het geluid te dempen.

Tijdens en vlak na de Tweede Wereldoorlog ontving Leysin meer dan 10.000 zieke soldaten uit vooral België, Frankrijk, Italië en Polen.
Nieuwe medicijnen veranderden drastisch de kuur om tuberculose te genezen. Het belang van de kuuroorden nam af en vanaf 1956 werd het kuuroord getransformeerd tot toeristisch dorp.

## Overleden
- Alex Servais (1896-1949), Luxemburgs atleet en olympisch deelnemer